# Jesse Eisenberg
Jesse Adam Eisenberg (n. 5 octombrie 1983, New York City, New York, SUA) este un actor american. Și-a făcut debutul în televiziune cu serialul Get Real din 1999 până în 2000. După primul său rol principal în filmul Roger Dodger (2002), a apărut în The Emperor's Club (2002),The Squid and the Whale (2005) și The Education of Charlie Banks (2007).

## Filmografie

### Filme
| An   | Titlu                              | Rol                                              | Note                   |
| ---- | ---------------------------------- | ------------------------------------------------ | ---------------------- |
| 2002 | Roger Dodger                       | Nick                                             |                        |
| 2002 | The Emperor's Club                 | Louis Masoudi                                    |                        |
| 2004 | The Village                        | Jamison                                          |                        |
| 2005 | The Squid and the Whale            | Walt Berkman                                     |                        |
| 2005 | Cursed                             | Jimmy Myers                                      |                        |
| 2007 | The Education of Charlie Banks     | Charlie Banks                                    |                        |
| 2007 | The Hunting Party                  | Benjamin Strauss                                 |                        |
| 2007 | One Day Like Rain                  | Mark                                             |                        |
| 2007 | The Living Wake                    | Mills Joaquin                                    |                        |
| 2009 | Some Boys Don't Leave              | Boy                                              | Film scurt             |
| 2009 | Adventureland                      | James Brennan                                    |                        |
| 2009 | Beyond All Boundaries              | Lt. Fiske Hanley / Sgt. Benjamin McKinney (voce) | Film scurt             |
| 2009 | Zombieland                         | Columbus                                         |                        |
| 2010 | Holy Rollers                       | Sam Gold                                         |                        |
| 2010 | Camp Hell                          | Daniel Jacobs                                    |                        |
| 2010 | Solitary Man                       | Daniel Cheston                                   |                        |
| 2010 | The Social Network                 | Mark Zuckerberg                                  |                        |
| 2011 | Rio                                | Blu (voce)                                       |                        |
| 2011 | 30 Minutes or Less                 | Nick Davis                                       |                        |
| 2012 | Why Stop Now                       | Eli Bloom                                        |                        |
| 2012 | Free Samples                       | Tex                                              |                        |
| 2012 | To Rome with Love                  | Jack                                             |                        |
| 2013 | He's Way More Famous Than You      | Rolul său                                        |                        |
| 2013 | Now You See Me                     | J. Daniel "Danny" Atlas                          |                        |
| 2013 | Night Moves                        | Josh Stamos                                      |                        |
| 2013 | The Double                         | Simon James / James Simon                        |                        |
| 2014 | Rio 2                              | Blu (voce)                                       |                        |
| 2015 | The End of the Tour                | David Lipsky                                     |                        |
| 2015 | Louder Than Bombs                  | Jonah                                            |                        |
| 2015 | American Ultra                     | Mike Howell                                      |                        |
| 2016 | Batman v Superman: Dawn of Justice | Lex Luthor                                       |                        |
| 2016 | Café Society                       | Bobby Dorfman                                    |                        |
| 2016 | Now You See Me 2                   | J. Daniel "Danny" Atlas                          |                        |
| 2017 | Justice League                     | Lex Luthor                                       | Cameo                  |
| 2018 | The World Before Your Feet         | N/A                                              | Producător executiv    |
| 2018 | The Hummingbird Project            | Vincent Zaleski                                  |                        |
| 2019 | The Art of Self-Defense            | Casey Davies                                     |                        |
| 2019 | Vivarium                           | Tom                                              | Și producător executiv |
| 2019 | Zombieland: Double Tap             | Columbus                                         | [ 5 ]                  |
| 2020 | Resistance                         | Marcel Marceau                                   |                        |
| 2021 | Wild Indian                        | Jerry                                            | Și producător executiv |
| 2021 | Dual                               |                                                  |                        |
| TBA  | When You Finish Saving the World   | N/A                                              | Regizor, scenarist     |

### Televiziune
| An        | Titlu                               | Rol              | Note                                        |
| --------- | ----------------------------------- | ---------------- | ------------------------------------------- |
| 1999–2000 | Get Real                            | Kenny Green      | 22 episoade                                 |
| 2001      | Lightning: Fire from the Sky        | Eric Dobbs       | Film TV                                     |
| 2011      | Saturday Night Live                 | Host             | Episodul: "Jesse Eisenberg/Nicki Minaj"     |
| 2012      | The Newsroom                        | Eric Neal (voce) | Nemenționat Episode: "We Just Decided To"   |
| 2014      | Modern Family                       | Asher            | Episodul: "Under Pressure"                  |
| 2016      | Top Gear                            | Invitat          | Seria 23, episodul 1                        |
| 2015      | Bream Gives Me Hiccups              | —                | Creator, regizor, scenarist                 |
| 2018      | The Paris Review (episode 9, "God") | Frat Boy         | Podcast                                     |
| 2020      | When You Finish Saving the World    | Nathan Katz      | O producție originală Audible; și scenarist |

### Piese de teatru
| An   | Piesă                                      | Rol                    | Teatru                                                               | Note                                |
| ---- | ------------------------------------------ | ---------------------- | -------------------------------------------------------------------- | ----------------------------------- |
| 1996 | Summer and Smoke                           | Tânărul John (dublură) | Criterion Center Stage Right                                         |                                     |
| 1999 | The Gathering                              | Michael                | Playhouse 91                                                         | Ca Jesse Adam Eisenberg             |
| 2005 | Orphans                                    | Phillip                | Greenway Court Theatre, Los Angeles                                  | Producție de atelier de teatru      |
| 2007 | Scarcity                                   | Billy                  | Linda Gross Theater                                                  |                                     |
| 2011 | Asuncion                                   | Edgar                  | Cherry Lane Theatre                                                  | Și dramaturg                        |
| 2013 | The Revisionist                            | David                  | Cherry Lane Theatre                                                  | Și dramaturg                        |
| 2015 | The Final Interrogation of Ceausescu's Dog | Man                    | Playing On Air                                                       | Podcast                             |
| 2015 | The Spoils                                 | Ben                    | Pershing Square Signature Center The Alice Griffin Jewel Box Theatre | Și dramaturg, off-Broadway          |
| 2015 | A Little Part of All of Us                 | Joey                   | Playing On Air                                                       | Și dramaturg, podcast               |
| 2016 | The Blizzard                               | Neil                   | Playing On Air                                                       | Podcast                             |
| 2016 | The Spoils                                 | Ben                    | Trafalgar Studio, West End                                           | Și dramaturg, West End run          |
| 2016 | Oh, Hello                                  | Rolul său (invitat)    | Lyceum Theatre (Broadway)                                            | #2much2na segment                   |
| 2017 | "The People Speak"                         | Membru al distribuției | Arie Crown Theater                                                   | The People's Summit 2017            |
| 2017 | Shoshana and Her Lovers                    | Compozitor, dramaturg  | United Artists Theater, Ace Hotel                                    | "The 24 Hour Musicals: Los Angeles" |
| 2019 | Happy Talk                                 | Dramaturg              | Pershing Square Signature Center The Alice Griffin Jewel Box Theatre |                                     |

### Cărți audio
| An   | Titlu                                      | Rol         | Note                                       | Ref    |
| ---- | ------------------------------------------ | ----------- | ------------------------------------------ | ------ |
| 2004 | The Gospel According to Larry              | Narrator    |                                            | [ 16 ] |
| 2004 | Vote For Larry                             | Narrator    |                                            | [ 17 ] |
| 2005 | Be More Chill                              | Narrator    |                                            | [ 16 ] |
| 2010 | White Cat: The Curse Workers, Book One     | Narrator    |                                            | [ 18 ] |
| 2011 | Red Glove: The Curse Workers, Book Two     | Narrator    |                                            | [ 19 ] |
| 2012 | Black Heart: The Curse Workers, Book Third | Narrator    |                                            | [ 20 ] |
| 2012 | Colin Fischer                              | Narrator    |                                            | [ 21 ] |
| 2015 | Bream Gives Me Hiccups: And Other Stories  | Narator     | Și scriitor                                | [ 22 ] |
| 2018 | The Paris Review (episodul 9, "God")       | Frat Boy    | Podcast                                    | [ 23 ] |
| 2020 | When You Finish Saving the World           | Nathan Katz | O producție originală Audible. Și scriitor | [ 24 ] |